# نونیو گمس
نونیو گمس (به اسپانیایی: Nuño Gómez) یک شهرستان در اسپانیا است که در استان تولدو واقع شده‌است.

## خصوصیات
نونیو گمس ۱۷ کیلومترمربع مساحت و ۱۹۸ نفر جمعیت دارد و ۴۶۹ متر بالاتر از سطح دریا واقع شده‌است.